# Oktyabrszkij járás (Zsidó autonóm terület)

Az Oktyabrszkij járás a Zsidó autonóm területen

Az Oktyabrszkij járás (oroszul Октябрьский район) Oroszország egyik járása a Zsidó autonóm területen. Székhelye Amurzet.

## Népesség
- 1989-ben 15 599 lakosa volt.
- 2002.ben 13 095 lakosa volt.
- 2010-ben 11 354 lakosa volt.